# Karakaror
För fågelsläktet Caracara, se tofskarakaror
Karakaror är en grupp rovfåglar som oftast placeras i underfamiljen Polyborinae,i familjen falkfåglar (Falconidae), hemmahörande i Syd- och Centralamerika. De skiljer sig från de vanliga falkarna i att de inte är snabba jägare utan i huvudsak asätare och opportunister. En ofta använd alternativ klassificering är att gruppen behandlas som tribuset Caracarini. Andra alternativa uppdelningar är som den egna underfamiljen Caracarinae eller som en del av underfamiljen Falconinae.
Till karakarorna hör fem nu levande släkten Daptrius, Ibycter, Milvago, Phalcoboenus, och Caracara, vilka omfattar 7 nu levande arter. Släktet Caracara kallas alternativt Polyborus. Utöver dessa släkten tillhörde den nu utdöda arten Badiostes patagonicus gruppen.
Den "mexikanska örnen", avbildad på Mexikos flagga, är egentligen en nordlig tofskarakara (Caracara cheriway).

## Arter
- Släkte Daptrius
  - Svart karakara (Daptrius ater)
- Släkte Ibycter
  - Rödstrupig karakara (Ibycter americanus) - tidigare Daptrius americanus
- Släkte Phalcoboenus
  - Vitstrupig karakara (Phalcoboenus albogularis)
  - Strimkarakara (Phalcoboenus australis)
  - Skrynkelstrupig karakara (Phalcoboenus carunculatus)
  - Bergkarakara (Phalcoboenus megalopterus)
- Släkte Caracara (syn. Polyborus)
  - Sydlig tofskarakara (Caracara plancus) - syn. tofscaracara
  - Nordlig tofskarakara (Caracara cheriway) - behandlades tidigare som underart till C. plancus
- Släkte Milvago
  - Chimangokarakara (Milvago chimango)
  - Gulhuvad chimango (Milvago chimachima)